# ルーク・クロスビー
ルーク・クロスビー（Luke Crosbie、1997年4月22日 - ）は、ユナイテッド・ラグビー・チャンピオンシップ、エディンバラ・ラグビーに所属するラグビー選手。

## プロフィール
- スコットランド・リヴィングストン出身[1]。
- ポジションはフランカー(FL)。
- 身長 196cm、体重 111kg
- U20スコットランド代表に選ばれたことがある[2]。
- スコットランド代表キャップは8（2024年2月現在）でラグビーワールドカップ2023のスコットランド代表に選ばれたことがある[3]。

## 略歴
2017年、エディンバラに加入。